# باتيرك ماير
باتيرك ماير (بالألمانية: Patrick Mayer)‏ (8 أغسطس 1986 بسالزبورغ في النمسا - ) هو لاعب كرة قدم نمساوي في مركز الهجوم. لعب مع نادي رايندورف آلتاخ ونادي غروديغ ونادي ليفيرينج ونادي أوستريا سالزبورغ.

## وصلات خارجية
- باتيرك ماير على موقع قاعدة بيانات كرة القدم.إي يو (الإنجليزية)
- باتيرك ماير على موقع عالم كرة القدم.نت (الإنجليزية)